# Dinoderus glabripennis
Dinoderus glabripennis är en skalbaggsart som beskrevs av Pierre Lesne 1911. Dinoderus glabripennis ingår i släktet Dinoderus och familjen kapuschongbaggar. Inga underarter finns listade i Catalogue of Life.